# Karl Schmidt-Rottluff
Karl Schmidt-Rottluff (Chemnitz, 1884. december 1. – Berlin, 1976. augusztus 10.) német festő és grafikus, az expresszionizmus kiemelkedő alakja.

## Életpályája, művészete
Teológusnak készült akárcsak Franz Marc, de végül Heckel példáját követte és Drezdába ment építészetet tanulni. 1905-1910 közötti drezdai periódusa szorosan összefügg a Die Brücke első stílusának kialakításával. A litográfiát ő ismertette meg barátaival. Kedvelt műfaja volt ebben az időszakban a fametszet is, vannak, akik a Brücke-korszakban készített fametszeteit tartják a legértékesebbnek.
Robusztusabb egyéniség, mint Kirchner vagy Heckel, ugyanakkor elementárisabb ereje, földközelibb szemlélete révén összekötő szerepet töltött be a Brücke és Nolde között. Főleg tájakat ábrázolt, a nagyváros kínálta témákat kerülte. 1910-ig csak ritkán festett portrét, pedig festőbarátai szerették ezt a műfajt.
1910-től nagy felületekre felhordott színfoltokkal dolgozott, ez a technika nála egyszerre volt a monumentális művészet és az egyszerűsítés eszköze.
1911-es norvégiai útja során számos tájképet festett. Majd Berlinbe költözött is itt maradt élete végéig. Különböző művészi hatások érik itt, amelyek összehasonlító tanulmányokhoz vezették. Közeledett a kubizmushoz és az absztrakcióhoz is, de kísérletei e téren csak néhány képre korlátozódtak. Portréin, csendéletein inkább a tárgy körülhatására törekedett, olyan megfogalmazásra, amelyben a kép érzékelteti a térbeliséget és a tömeget, de úgy, hogy a festmény sík hatása megmaradjon.
1913-ban Niddenben, a kurlandi tengerparton találta meg azt a megoldást, azaz azt a stílust, amelyet „szimbolikus és heraldikus stílus”-nak szoktak nevezni. A kompozíción az emberalakok és a táj elemei azonos fontosságú képekként jelennek meg, úgy elrendezve, hogy szimbolikus egységet alkossanak.
1914-ben Hohwachtba utazott. Itt festett képein a széttöredezett ember és a természet harmóniája jelenik meg. A lelki gyötrelmektől szenvedő emberek először jelennek meg művészetében.
1915-1918 között a festő az orosz fronton harcolt, nem festett háborús képeket (az általános témák foglalkoztatták, soha nem az aktuális), de mély megrendülését nem tudta titkolni. Egyre jobban érzékelte „az evilági és a túlvilági közti feszültséget”, a háború után megpróbálta beépíteni az objektív világot a létezésbe. Művészete dekoratív és nem intellektuális stílust képvisel.

## Műveiből
- Dangast-i tájkép (1910)
- Gátszakadás (1910)
- Önarckép monoklival (1910)
- Kora tavasz (1911)
- Rosa Schapire portréja (1911)
- Lofthus (1911)
- Fürdő után (1912)
- Mosdó lány (1912)
- Három akt (1912)
- Házak éjjel (1912)
- Szt. Péter torony Hamburgban (1912)
- Négy fürdőző a parton (1913)
- Emy arcképe (1919)
- Dupla portré I. (1925)
- Dupla portré II. (1925)
- Este a szobában (1935)
- Kert télen (1969)